# Citrullin
L-(+)-Citrullin ist eine nicht-proteinogene α-Aminosäure, die von Pflanzen und Tieren produziert wird. Citrullin ist nach der Wassermelone (Citrullus lanatus) benannt, in der es konzentriert enthalten ist. Es kommt entsprechend auch in anderen Kürbisgewächsen gehäuft vor.
Citrullin ist ein Homologes von L-Homocitrullin, das sich von L-Lysin durch Carbamoylierung ableitet.

## Enantiomere
Citrullin besitzt ein Stereozentrum, somit existieren zwei chirale Enantiomere. 
Wenn in diesem Artikel oder in der wissenschaftlichen Literatur der Begriff „Citrullin“ ohne jeden Zusatz gebraucht wird, ist stets L-(+)-Citrullin gemeint.
| Enantiomere von Citrullin |                                |                                |
| Name                      | L-(+)-Citrullin                | D-(–)-Citrullin                |
| Andere Namen              | (S)-Citrullin                  | (R)-Citrullin                  |
| Strukturformel            | Strukturformel von L-Citrullin | Strukturformel von L-Citrullin |
| CAS-Nummer                | 372-75-8                       | 13594-51-9                     |
| CAS-Nummer                | 627-77-0 (Racemat)             |                                |
| EG-Nummer                 | 206-759-6                      | –                              |
| EG-Nummer                 | 211-012-2 (Racemat)            |                                |
| ECHA-Infocard             | 100.006.145                    | –                              |
| ECHA-Infocard             | 100.010.012 (Racemat)          |                                |
| PubChem                   | 9750                           | 637599                         |
| PubChem                   | 833 (Racemat)                  |                                |
| DrugBank                  | DB00155                        | −                              |
| DrugBank                  | − (Racemat)                    |                                |
| Wikidata                  | Q408641                        | Q27077003                      |
| Wikidata                  | Q27102910 (Racemat)            |                                |

## Vorkommen
Es ist ein Zwischenprodukt des Harnstoffzyklus. Es entsteht normalerweise aus L-Ornithin und Carbamoylphosphat unter Abspaltung seines Phosphatrestes durch die Ornithin-Carbamoyl-Transferase. Es reagiert dann unter Spaltung von Adenosintriphosphat weiter mit L-Aspartat (Anion der Asparaginsäure) zu L-Argininosuccinat (Enzym: Argininosuccinat-Synthetase). Aspartat entsteht durch Transaminierung von Oxalacetat und schleust so eine der zwei für den produzierten Harnstoff benötigten Aminogruppen in den Harnstoffzyklus ein. Die andere stammt vom Carbamoylphosphat.

## Physiologie
Citrullin wird vom Menschen vermehrt mit dem Urin ausgeschieden, wenn er unter sogenanntem nitrosativen Stress leidet. Nitrosativer Stress ist eine endogene Belastung im Körper des Menschen durch das Stickstoffmonoxid-Radikal. Im Harnstoffzyklus reagiert dann vermehrt Arginin mit Sauerstoff. Diese Reaktion wird enzymatisch durch NO-Synthasen katalysiert. Über das Zwischenprodukt N-Hydroxyarginin entstehen Citrullin und Stickstoffmonoxid. Daher wird Citrullin als Marker für nitrosativen Stress in der medizinischen Diagnostik benutzt.

## Citrullinierung
Als Citrullinierung wird die enzymatische Umwandlung von Arginin in Citrullin bezeichnet. Peptidylarginin-Deiminasen (PAD) katalysieren diese posttranslationale Modifikation, die an bestimmten  Proteinen und Peptiden stattfindet. Diese citrullinierten Proteine bzw. Peptide können vom Immunsystem als körperfremd angesehen und durch Antikörper angegriffen werden. Citrullinierte Peptide spielen bei der Pathogenese der rheumatoiden Arthritis eine wichtige Rolle.